# Stephen Kingsley
Stephen Kingsley (* 23. Juli 1994 in Stirling) ist ein schottischer Fußballspieler, der bei Heart of Midlothian in der Scottish Premiership unter Vertrag steht.

## Karriere

### Verein
Im Alter von 16 Jahren gab Kingsley sein Debüt in der ersten Mannschaft seines Jugendvereins FC Falkirk. Am 12. April 2011 wurde er bei einem 2:1-Sieg gegen Partick Thistle in der damaligen Scottish First Division eingewechselt. Beim schottischen Zweitligisten konnte er sich ab der Saison 2012/13 einen Stammplatz sichern. Im März 2013 unterzeichnete Kingsley einen neuen Vertrag in Falkirk.
Im Juni 2014 wechselte Kingsley für eine unbekannte Ablösesumme zum walisischen Verein Swansea City und erhielt einen Dreijahresvertrag. Bei der im Spielbetrieb der englischen Premier League teilnehmenden Mannschaft, blieb er in seiner ersten Spielzeit ohne Einsatz. Ab Februar 2015 wurde Kingsley zunächst für einen Monat an den Drittligisten Yeovil Town verliehen. Später wurde die Leihe bis zum Ende der Saison verlängert. Kingsley spielte in seinen 12 Einsätzen für die „Glovers“ auf zahlreichen Positionen, darunter Linksverteidiger, Innenverteidiger und im Mittelfeld, und wurde von Yeovil-Trainer Terry Skiverton für seine Vielseitigkeit gelobt. Yeovil stieg am Ende der Saison in die vierte Liga ab und Kingsley kehrte nach Swansea zurück. Danach folgte von August bis Dezember 2015 eine Leihe zu Crewe Alexandra.
Erst nach seiner zweiten Leihstation gab Kingsley sein Debüt im Trikot von Swansea, als er im Januar 2016 bei einer 2:3-Niederlage im FA Cup gegen Oxford United spielte. Sein Premier-League-Debüt gab er am 2. März 2016 bei einem 2:1-Sieg von Swansea über den FC Arsenal. Im Juli 2016 verlängerte der 21-Jährige seinen Vertrag in Swansea bis 2020. In der Saison 2016/17 kam Kingsley für die „Swans“ unter drei verschiedenen Trainern (Francesco Guidolin, Bob Bradley und Paul Clement) auf 14 Ligaspiele.
Kingsley wechselte im August 2017 zum englischen Zweitligisten Hull City. In den folgenden drei Spielzeiten kam er auf 44 Ligaspiele. Am Ende der Saison 2019/20 stieg Hull in die dritte Liga ab, und er verließ den Verein.
Im Oktober 2020 unterzeichnete Kingsley einen Einjahresvertrag beim schottischen Zweitligisten Heart of Midlothian.  Mit den „Hearts“ spielte er im Dezember 2020 das aufgrund der Corona-Pandemie verschobene Pokalfinale aus der Saison 2019/20 gegen Celtic Glasgow aus. Dabei erzielte in der regulären Spielzeit das zwischenzeitliche 2:2. Im Elfmeterschießen scheiterte er jedoch an Conor Hazard, als die „Hearts“ im Elfmeterschießen mit 3:4 verloren. Die Zweitligasaison schlossen die „Hearts“ als Meister ab, womit sie den Aufstieg in die Scottish Premiership erreichten. Im Januar 2021 hatte Kingsley bereits eine Vertragsverlängerung in Edinburgh unterzeichnet, die bis Sommer 2022 lief, und ein Jahr später bis 2025 ausgedehnt wurde.

### Nationalmannschaft
Stephen Kingsley debütierte im April 2012 in der schottischen U-18-Nationalmannschaft gegen Serbien in Belgrad. Im August desselben Jahres kam Kingsley auch zu seinem Debüt in der U19. Im März 2015 gab der Defensivspieler sein U21-Debüt bei einem 2:1-Sieg gegen Ungarn, nachdem er für Callum McFadzean eingewechselt wurde.
Am 20. Mai 2016 erhielt Kingsley seine erste Einberufung in die schottische A-Nationalmannschaft unter Trainer Gordon Strachan für ihre Freundschaftsspiele gegen Italien und Frankreich. Er gab sein Debüt als Einwechselspieler bei einer 0:3-Niederlage gegen Frankreich am 4. Juni 2016. Im November 2016 wurde er noch für ein WM-Qualifikationsspiel gegen England nominiert, ohne dort zum Einsatz zu kommen. Im Anschluss fand er zunächst keine Berücksichtigung mehr in der Nationalmannschaft; erst fast sechs Jahre später wurde Kingsley im September 2022 von Trainer Steve Clarke erneut nominiert und kam im Nations-League-Spiel gegen die Ukraine zu seinem zweiten Länderspieleinsatz.

## Spielweise
Kingsley gilt als vielseitiger Defensivspieler, der sowohl als Außen- und Innenverteidiger sowie im defensiven Mittelfeld eingesetzt werden kann. Durch seine Präzision mit dem Ball gilt er als Freistoßspezialist.